# Pietuchowo (Rosja)
Pietuchowo – miasto w Rosji, w obwodzie kurgańskim. W 2010 roku liczyło 11 292 mieszkańców.